# 2894 Kakhovka
2894 Kakhovka è un asteroide della fascia principale. Scoperto nel 1978, presenta un'orbita caratterizzata da un semiasse maggiore pari a 3,1117312 UA e da un'eccentricità di 0,1436969, inclinata di 2,58603° rispetto all'eclittica.